# Barbara Aschenwald

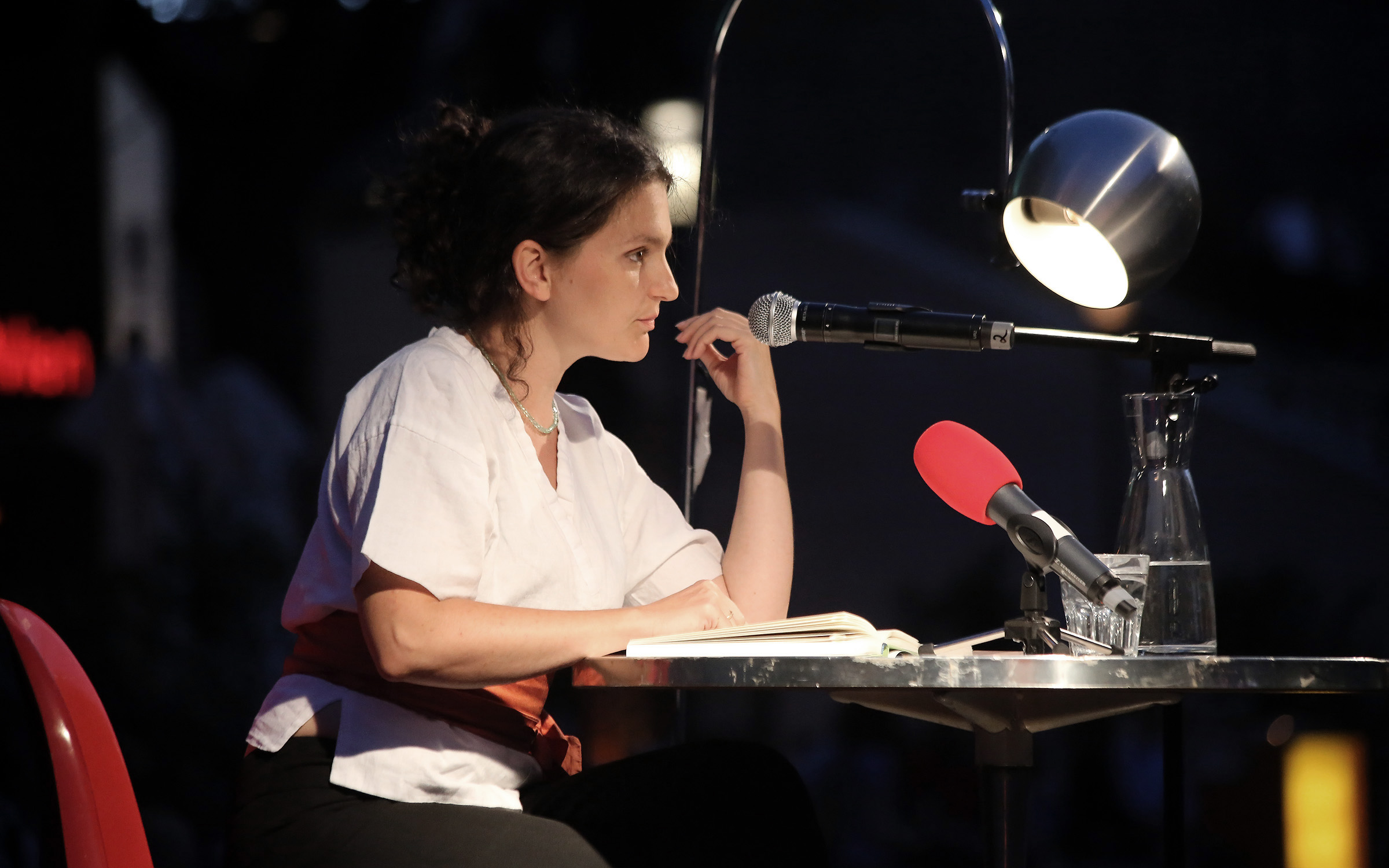
Barbara Aschenwald (o-töne 2013)

Barbara Aschenwald (* 1982 in Schwaz, Tirol) ist eine österreichische Autorin von Lyrik, Prosa und Hörspielen.

## Leben
Barbara Aschenwald wuchs im Zillertal auf. Ihr Vater ist der Lyriker Hans Aschenwald, ihre Mutter Margit Aschenwald Malerin. Seit dem 15. Lebensjahr schreibt sie Lyrik und Prosa. Sie besuchte das Bischöfliche Gymnasium Paulinum in Schwaz. An der Universität Innsbruck studierte Aschenwald Komparatistik. Als Regieassistentin und in der Öffentlichkeitsarbeit wirkte sie an verschiedenen Theater-Projekten mit, u. a. bei den Tiroler Volksschauspielen in Telfs.
Für Leichten Herzens, ihre 2010 erschienene Sammlung von 13 Erzählungen, wurde Aschenwald mit dem Jürgen-Ponto-Literaturpreis ausgezeichnet. 2013 erschien ihr Roman Omka, den sie unter anderem auf der Leipziger Buchmesse und bei den o-tönen in Wien vorstellte.

## Auszeichnungen
- 2002 Publikumspreis des Rimbaud-Preises[5]
- 2008 Kunstpreis der Stadt Innsbruck 3. Preis für Erzählende Dichtung
- 2010 Literaturpreis der Jürgen Ponto-Stiftung für Leichten Herzens.
- 2011 Großes Literaturstipendium für Prosa des Landes Tirol
- 2013 Finalistin zum Franz-Tumler-Literaturpreis[6]

## Hörspiele
- Manchmal fürchte ich mich vor dem Fleisch, aus dem ich gemacht bin. ORF Tirol 2005.

## Publikationen
- stimmen an ufern von morgen. Gedichte und Prosa (Anthologie), Neue Turmbundreihe, Innsbruck 2005, ISBN 978-3-851-8502-15.
- Cognac & Biskotten – female lyrics. Eine literarische Erkundung der Tiroler Gemeinden Galtür, Hopfgarten im Brixental und Lienz aus weiblichen Perspektiven über weibliche Perspektiven. Barbara Aschenwald, Petra Maria Kraxner, Esther Strauß. Herausgegeben von Thomas Schafferer. Edition Pyjamaguerilleros. Innsbruck 2006. ISBN 978-3-9501923-5-3
- Leichten Herzens. Erzählungen, Skarabaeus, Innsbruck 2010, ISBN 978-3-7082-3282-9.
- Omka. Roman, Hoffmann & Campe, Hamburg 2013, ISBN 978-3-455-40432-6.
- Lichter im Berg. Elf und eine Erzählung, Erzählungen, Hoffmann & Campe, Hamburg 2018, ISBN  978-3-455-00298-0.